# 데이빗 헤럴드
데이빗 에드가 헤럴드(David Edgar Herold, 1842년 6월 16일 ~ 1865년 7월 7일)는 링컨 대통령의 암살범인 존 윌크스 부스의 미국의 공범이다. 암살 지령을 받았던 공범인 루이스 파월을 국무부 장관인 윌리엄 H. 수어드의 자택으로 안내한 이후, 해롤드는 워싱턴 DC 교외로 도주를 하여 부스를 만났다. 그 이후 무기를 가져왔던 메릴랜드의 수라츠빌(매리 수랏은 먼저 떠나고 없었다.)로 갔다. 부스는 도주 중 다리가 부러졌기 때문에, 해롤드는 새무얼 머드 박사의 집으로 그를 데리고 갔다. 머드 박사가 부스의 다리를 치료한 이후, 해롤드와 부스는 메릴랜드에서 버지니아로 계속 도주를 했으며, 헤럴드는 당국이 그들을 발견할 때까지 부스와 동행을 했다. 북부군에 의해 리처드 헨리 개럿 소유의 헛간에서 갇히게 된 이후, 헤럴드는 항복을 했지만 부스는 항복을 거부하고 부사관 토머스 P. 보스턴 코벳이 쏜 총에 의해 헛간 벽 틈을 관통한 유탄에 맞을 때까지 항복을 거부했으며 총에 맞은 몇 시간 후 사망하게 된다. 공모에 참가한 것을 인정한 후에, 헤럴드는 재판을 받고 교수형에 처해졌다. 처행은 1865년 7월 7일, 선고를 받은 다음 날 집행되었다.